# Praxis (Band)
Praxis ist ein Musikprojekt um den US-amerikanischen Bassisten und Produzenten Bill Laswell mit oft wechselnden Musikern, das unterschiedliche Genres wie Jazz, Funk, Metal und Hip-Hop verschmilzt.

## Geschichte
Bill Laswell produzierte 1990 das Album Stinky Grooves der Limbomaniacs, bei denen Bryan „Brain“ Mantia Schlagzeug spielte. Die Bandmitglieder gaben Laswell ein Demo-Video des Gitarristen Buckethead und dessen Band Deli Creeps, woraufhin Laswell mit Mantia und Buckethead das Projekt Praxis ins Leben rief. Der Name geht auf eine Veröffentlichung Laswells aus dem Jahre 1984 zurück, die 1997 – erneut unter dem Namen Praxis – wiederveröffentlicht wurde.
Für das Debüt Transmutation (1992) konnte Laswell die Funkmusiker Bootsy Collins und Bernie Worrell verpflichten. Das Endprodukt, eine Mischung aus Metal, Funk und Jazz setzte die grobe Richtung für das Projekt und wurde von vielen Kritikern gelobt.
1994 folgte Sacrifist, welches Elemente von Death Metal mit dem bisherigen Gruppensound verwob. Gastmusiker waren hier neben Collins und Worrell auch der Saxophonist John Zorn, der japanische Gesangskünstler Yamatsuka Eye sowie der frühere Napalm-Death-Schlagzeuger Mick Harris. Die ungewöhnliche Melange stieß bei Kritikern auf geteiltes Echo. Im selben Jahr noch erschien das vom Rumpftrio eingespielte Album Metatron, das weniger Elemente von Funk und Jazz, dafür mehr elektronische Musik beinhaltete.
Das Trio spielte anschließend zahlreiche Konzerte in Europa, woraus Mitschnitte wie Zurich, Live In Poland und Warszawa resultierten. Teilweise wurde das Trio hier um Turntabler wie DJ Disk erweitert.
Ohne Buckethead und Brain realisierte Laswell 1998 die Aufnahmen zu Mold, das – wie 1984 – als Soloprojekt zu verstehen ist, obwohl Laswell vom Gitarristen Pat Thrall und dem Multiinstrumentalisten Peter Wetherbee unterstützt wurde. Danach war es einige Jahre etwas still um das Projekt, den wartenden Fans wurden die oben genannten Konzertmitschnitte sowie die Collection nachgereicht. Brain spielte zu dieser Zeit bereits bei Primus, bevor er Buckethead zu Guns N’ Roses folgte. Laswell vertiefte sich zunehmend in Remix-Projekte wie Bob Marley – Dreams of Freedom (Ambient Translations of Bob Marley in Dub) oder Panthalassa (the music of miles davis 1969–1974).
Ab 2000 spielte die reaktivierte Band in der Besetzung Laswell und Buckethead mit verschiedenen Gästen gelegentlich Konzerte in Nordamerika und Japan, das Konzert 2004 in Tennessee mit Bernie Worrell wurde 2007 als CD veröffentlicht.
2008 folgte ein neues Studioalbum des Gründungstrios namens Profanation (Preparation for a Coming Darkness) mit so illustren Gastsängern wie Iggy Pop, Serj Tankian, Mike Patton und Killah Priest, einem Rapper aus dem Umfeld des Wu-Tang Clan.
2011 gab Bill Laswell in Interviews widersprüchliche Angaben zur Zukunft von Praxis. Einerseits hielt er das Kapitel für abgeschlossen, andererseits meinte er, das könne sich morgen schon ändern.

## Diskografie

### Studioalben
- 1992: Transmutation (Mutatis Mutandis)
- 1994: Sacrifist
- 1994: Metatron
- 1998: Mold
- 2008: Profanation (Preparation for a Coming Darkness)

### EPs and Kompilationen
- 1992: A Taste of Mutation
- 1997: 1984 (EP)
- 1998: Collection (Kompilation)

### Live
- 1997: Live in Poland
- 1997: Transmutation Live
- 1999: Warszawa
- 2005: Zurich
- 2007: Tennessee 2004